# Ишмухаметова, Дарина Канатовна
Дарина Канатовна Ишмухаметова (род. 3 ноября 2005, Форштадт, Челябинская область, Россия) — российская футболистка, полузащитница клуба «Зенит» и сборной России.

## Биография
Начала заниматься футболом в школьной секции в третьем классе. В 2019 году перешла в женскую команду спортивного училища УОР № 2 города Звенигорода (впоследствии «Химки-УОР»). В 2021 году выиграла Спартакиаду и Чемпионат Московской области, вызывалась в сборную Московской области. В 2022 году в составе «Химки-УОР № 5» заняла 9 место в Молодёжной лиге 2022 и вновь выиграла Чемпионат Московской области.
С 2023 года играет за «Зенит». Первый матч в Суперлиге провела 16 марта 2024 года против «Ростова», первый гол забила 31 марта 2024 года в матче против «Рубина». В составе «Зенита» дважды стала чемпионкой России, серебряный призёр Молодёжной лиги 2023 и бронзовый призёр Молодёжной лиги 2024.
Выступала за юниорскую (U17) и молодёжную сборную России. В 2024 году дебютировала за национальную сборную России 27 февраля в матче против сборной Ботсваны.